# 19384 Winton
19384 Winton (1998 CP1) là một tiểu hành tinh vành đai chính được phát hiện ngày 6 tháng 2 năm 1998 bởi J. Ticha và M. Tichy ở đài thiên văn Klet. Nó được đặt theo tên Nicholas Winton - a Briton that organized a rescue mission to save 669 of mostly Jewish Czechoslovakian children from their horrific fate in Nazi concentration camps. It is one of the most noticeable rescue mission of Jews from Nazi tyranny.